# Vittorio Amedeo Ferrero-Fieschi
Vittorio Amedeo Besso Ludovico Francesco Ferrero-Fieschi, comunemente noto come solo Vittorio Amedeo o (ES)  Victor Amadeo, ((ES)  Víctor Amadeo Ferrero Fieschi y de Saboya; Gaglianico, 8 marzo 1687 – Madrid, 1º ottobre 1743) è stato un nobile, militare e diplomatico italiano naturalizzato spagnolo.

## Biografia
Figlio di Carlo Besso e di Cristina Ippolita di Savoia (1655-1730), che era figlia illegittima del duca Carlo Emanuele II, fu riconosciuta sorella di re Vittorio Amedeo II. Raggiunse la corte spagnola col fratello minore Giacinto, dove fu accolto dal re Filippo V, col favore della regina Maria Luisa, entrarono al servizio della corte.

### Carriera militare e diplomatica
Entrò nell'esercito prendendo parte a varie battaglie durante la guerra di successione spagnola, scalò rapidamente i gradi militari fino alla nomina a capitano generale del 21 settembre 1734. Molto amato a corte, fu amico intimo del re e con la sua fiducia fu inviato ambasciatore straordinario nel Regno di Sardegna per convincere il re sabaudo ad allearsi a Francia e Spagna durante l'imminente guerra di successione austriaca. Lo sbarco spagnolo a Orbetello (11 dicembre) spinse la Sardegna a firmare la convenzione di Torino con l'Austria (1 febbraio 1742), che segnò il fallimento dell'ambasciata del principe di Masserano. Lasciò Torino nel 1742, passando per Parigi.

### Matrimonio e discendenza
Si sposò con Giovanna Irene Caracciolo il 5 giugno 1712 a Madrid, figlia di Carmine Nicolao, principe di Santobono e di Costanza Ruffo-Lanza. Nella stessa occasione Giovanna fu creata dama di corte della regina. Insieme ebbero diversi figli:
- Vittorio Filippo, suo successore al principato, nonché diplomatico a Londra;
- Carmine Nicola (1744), conte di Lavagna e cavaliere di Santiago;
- Marino, che intraprese la carriera militare;
- Maria Cristina e Maria Costanza che divennero probabilmente suore visitatrici, scegliendo la vita monacale.
- Maria Luisa (o Luigia) che sposò, nel 1740, Filippo Valentino Corrado Asinari, marchese di San Marzano, da cui ebbe un figlio, Filippo Valentino e una figlia, Rosalia Barbara.[5]